# Университет Париж Дидро
Университет Париж VII имени Дени Дидро — французский государственный университет, основан в 1970 году вследствие разделения Университета Парижа после майских событий 1968 года. В академическом рейтинге Шанхайского университета Цзяо Тун занимает 101—151 место, 35-38 место в рейтинге европейских университетов, и 4-5 место в рейтинге французских университетов.

## Структура
Университет специализируется в точных науках, медицине, одонтологии и гуманитарных науках. 30 % студентов учатся на медицинских отделениях, 26 % — на отделения точных наук, 1,5 % — на отделении экономики и менеджмента и 42,5 % — на отделениях гуманитарных наук. 21 % от всех студентов — иностранцы.

### Факультеты гуманитарных наук
- Факультет английского языка и цивилизаций
- Факультет прикладных языков
- Факультет географии, истории и общественных наук
- Факультет языков и цивилизаций восточной Азии
- Факультет литературы, искусства и кино
- Факультет лингвистики
- Факультет гуманитарных клинических наук
- Факультет социальных наук

### Факультеты точных наук
- Факультет биологии
- Факультет химии
- Факультет информатики
- Факультет математики
- Факультет физики

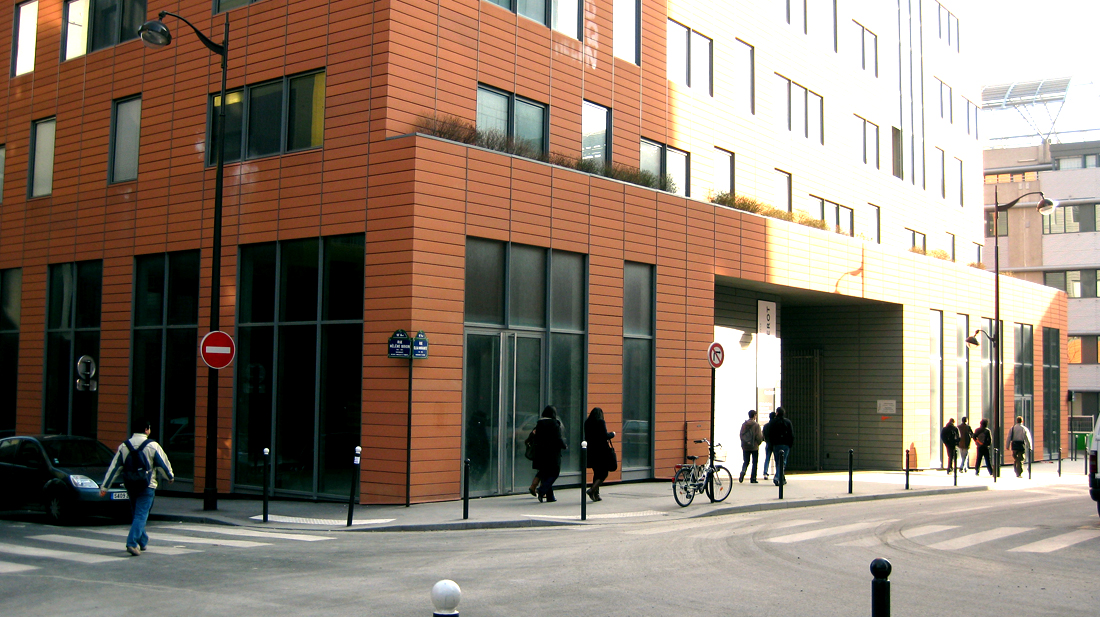
Факультет физики, расположенный в 13-м округе Парижа.

- Факультет наук о Земле, природы и планет

### Факультеты медицины
- Факультет медицины
- Факультет одонтологии
- Институт гематологии